# Skarpnäck (stadsdeel)
Skarpnäck is een stadsdeel in het zuiden van Stockholm. In 2005 had het deel 40.196 inwoners. In het oosten grenst het stadsdeel aan de stad Nacka.

## Sport
De volgende sportclubs liggen in dit stadsdeel:
- Bagarmossen Kärrtorp BK
- Spårvägens GoIF
- Spårvägens FF

## Wijken
De volgende negen districten liggen in Skarpnäck:
- Hammarbyhöjden
- Björkhagen
- Enskededalen
- Kärrtorp
- Bagarmossen
- Skarpnäcks Gård
- Flaten
- Orhem
- Skrubba

Stockholm-Oost:
Södermalm · 
Kungsholmen · 
Norrmalm · 
Östermalm

Stockholm-Zuid:
Enskede-Årsta-Vantör · 
Farsta · 
Hägersten-Liljeholmen · 
Skarpnäck · 
Skärholmen · 
Älvsjö

Stockholm-West:
Bromma · 
Hässelby-Vällingby · 
Rinkeby-Kista · 
Spånga-Tensta